# Vaurion
Aujourd'hui hameau de la commune de Chamelet, le nom de Vaurion (anciennement écrit Val Ryon) évoque à l'origine un fief avec château fondé durant la période centrale du Moyen Âge par un vassal des seigneurs de Beaujeu. Il ne faut cependant pas confondre ce château, situé à 800 m environ à l'ouest du centre du bourg, avec celui de Chamelet qui appartenait quant à lui directement à la Maison de Beaujeu et fut, jusqu'au XVIIIe siècle, le siège d'une prévôté . 

## Les seigneurs de Vaurion
De l'apparition de cette seigneurie jusqu'à la fin de la période moderne, Vaurion fut en possession d'une famille qui en prit probablement le nom  . L'origine de cette famille demeure mal connue, et ce n'est qu'à partir du XIIIe siècle que l'existence de ce fief est véritablement attestée par les sources. 
Le premier seigneur de Vaurion dont l'identité est connue est Jean de Vaurion, damoiseau qui fit son testament en 1316 .
Faute de sources, la généalogie de cette Maison ne peut être que très imparfaitement établie mais il est certain que les seigneurs de Vaurion restèrent en possession de leur fief jusqu'au XVIIe siècle au moins comme l'indique un extrait des notes de Claude le Laboureur, l'historien de l'Ile-Barbe .
Le fief en lui-même était relativement modeste et dépendait pour les droits de justice de la prévôté de Chamelet. 